# Koken Kato
Koken Kato (født 3. april 1989) er en japansk fodboldspiller, som spiller for den japanske fodboldklub Giravanz Kitakyushu.